# Praxithea thouvenoti
Praxithea thouvenoti là một loài bọ cánh cứng trong họ Cerambycidae.